# Liparetrus erythropterus
Liparetrus erythropterus är en skalbaggsart som beskrevs av Blanchard 1850. Liparetrus erythropterus ingår i släktet Liparetrus och familjen Melolonthidae. Inga underarter finns listade i Catalogue of Life.